# Deus Arrakis
Deus Arrakis is een studioalbum van Klaus Schulze. Het album werd uitgegeven een aantal maanden na het overlijden van Schulze (26 april 2022). Het werd met een maand vertraging uitgegeven (originele uitgiftedatum 7 juni; reële 1 juli 2022).
Het is qua muziekstijl het vervolg op zijn album Silhouettes, waarbij hij destijds aangaf dat zijn gezondheid dusdanig verslechterd was, dat optreden er niet meer inzat. Qua onderwerp grijpt het album veel verder terug. Schulze was in de jaren zeventig gecharmeerd van de Duin-trilogie van Frank Herbert, dat resulteerde in de track Frank Herbert op X en track Dune van het gelijknamige album. Arrakis in de “officiële” naam van Duin. Het album werd onder muziekproducent Tom Dams gedurende 2021 en 2022 opgenomen en samengesteld in de Moldau Studios in Hambühren van Schulze. De scheidslijn tussen nieuw opgenomen en oudere muziek (cellist Tiepold is al jaren geleden overleden) is niet te horen. Tekenend voor de stijl van Schulze zijn de relatief lange nummers met veel herhalingen. Inspiratiebron voor het album waren onder meer de samenwerking met Hans Zimmer bij de soundtrack van Dune uit 2021. 

## Musici
- Klaus Schulze, Tom Dams – synthesizers, elektronica
- Wolfgang Tiepold – cello
- Eva Maria Kagermann – zangstem Der Hauch des Lebens

## Muziek
Het album kent drie tracks:
1. Osiris (part 1-4, 18:28) start met warme synthesizerklanken waar langzaam de sequencer een stimulans ritmiek inbrengt. Dat ritme begint op de achtergrond, komt vervolgens bovendrijven om daarna weer naar de achtergrond te verdwijnen, aan het slot is zij geheel verdwenen en keert Schulze naar heldere synthesizerklanken;
2. Seth (part 1-7, 31:47) begint met geluidseffecten uit de EMS Synthi A (het koffertje van Schulze), waarna synthesizer, cello en sequencer (hier kabbelend) in verschillende combinaties het overnemen
3. Der Hauch des Lebens (part 1-5, 27:08) (Nederlands: Vleugje van het leven), ook weer een samenspel van synthesizers en sequencers.

Het album werd ook uitgebracht in een luxe editie. De compact disc werd daarbij vergezeld door drie elpees, een “lighter” en T-shirt. Het dankwoord sluit af met "May the spice be with you".

## Nasleep
Het album haalde in drie landen een notering in de albumlijsten. Vlaams België gaf het één week notering (plaats 168), Zwitserland één week (plaats 21) en meest bijzonder Duitsland had één week notering en wel op plaats 2, de volgende week was het weer verdwenen uit de lijst.